# Женебријер
Женебријер (фр. Génébrières) насеље је и општина у јужној Француској у региону Миди Пирене, у департману Тарн и Гарона која припада префектури Монтобан.
По подацима из 2011. године у општини је живело 618 становника, а густина насељености је износила 33,5 становника/km². Општина се простире на површини од 18,45 km². Налази се на средњој надморској висини од 140 метара (максималној 222 m, а минималној 114 m).

## Демографија
| 1962. | 1968. | 1975. | 1982. | 1990. | 1999. | 2011. |
| ----- | ----- | ----- | ----- | ----- | ----- | ----- |
| 300   | 327   | 261   | 304   | 378   | 449   | 618   |

График промене броја становника у току последњих година